# Управління грошового обігу Кайманових Островів
Управління грошового обігу Кайманових Островів (англ. Cayman Islands Monetary Authority) — державна установа Кайманових Островів що виконує функції центрального банку.

## Історія
У 1953 році відкрита філія Барклайз банку — перша банківська установа на островах. У 1972 році створена Валютна рада Кайманових Островів (англ. Cayman Islands Monetary Authority).
У 1996 році Валютна рада Кайманових Островів об'єднана з Департаментом фінансового контролю уряду Кайманових Островів (англ. Financial Services Supervision Department of the Cayman Islands Government) і створено Управління грошового обігу Кайманових Островів. Управління почало операції 1 січня 1997 року.